# مارسيل كارني

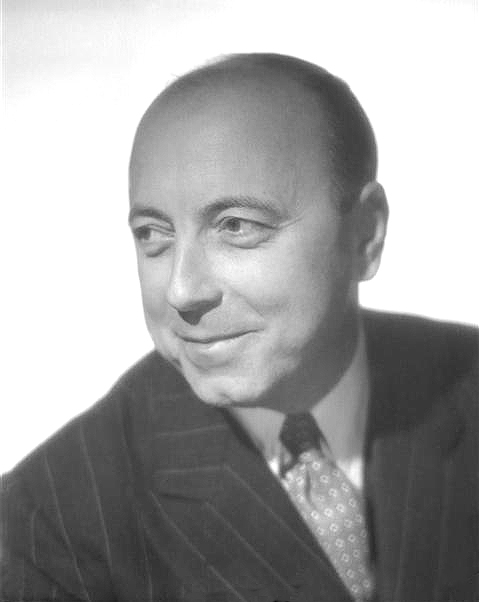
مارسيل كارني في عام 1950

مارسيل ألبرت كارنيه (بالفرنسية : [Marcel Carné] ؛ 18 أغسطس 1906 - 31 أكتوبر 1996) مخرج سينمائي فرنسي. وشخصية رئيسية في حركة الواقعية الشعرية . ويعد من أكثر المخرجين تأثيراً .

## السيرة الذاتية

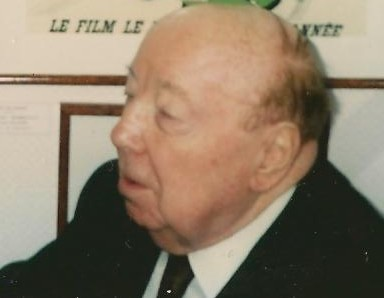
مارسيل كارني في عام 1994

ولد مارسيل كارنيه في باريس، فرنسا، لأب كان صانع خزانة وتوفيت زوجته عندما كان ابنهما في الخامسة من عمره. بدأ كارنيه حياته المهنية كناقد سينمائي وأصبح محررًا لمجلة أسبوعية. في الفترة نفسها، عمل في فيلم صامت كمساعد مصور مع المخرج جاك فيدر.
منح فيدر كارنيه فرصة إخراج فيلم جيني في عام 1936، والذي شكل بداية تعاون ناجح مع الشاعر وكاتب السيناريو السريالي جاك بريفير. استمرت هذه الشراكة لأكثر من اثني عشر عامًا، حيث أبدع كارنيه وبريفير أفضل أفلامهما التي لا تزال تُذكر.
عمل كارنيه في منطقة فيشي وقت الاحتلال الألماني لفرنسا حيث تحدى محاولات النظام للسيطرة على الفن؛ وكان العديد من فريقه من اليهود، بما في ذلك جوزيف كوسما ومصمم الديكور ألكسندر تراونر. تحت ظروف صعبة أنتجوا أشهر أفلام كارنيه وأهمها أطفال الفردوس في عام 1945، والذي صدر بعد تحرير فرنسا. صُنف الفيلم في أواخر التسعينيات أفضل فيلم فرنسي في القرن في استطلاع شمل 600 من النقاد والمحترفين الفرنسيين. بعد الحرب، تبع كارنيه وبريفير هذا النجاح بإنتاج كان في ذلك الوقت الأغلى في تاريخ السينما الفرنسية، لكن الفيلم الذي حمل عنوان بوابات الليل، لاقى انتقادات شديدة وفشل في شباك التذاكر وكان آخر فيلم مكتمل لهما. اليوم، يُعتبر من أهم أعمال كارنيه.
في خمسينيات القرن العشرين، تراجعت سمعة المخرج مارسيل كارنيه. نقاد مجلة "كاييه دو سينما"، بمن فيهم أندريه بازان الذين تحولوا لاحقًا إلى صناع أفلام الموجة الجديدة، قد رفضوا أعماله باستثناء تعاونه مع جاك بريفير. باستثناء فيلمه "الشباب المذنبون" لعام 1958، لم تحقق أفلام كارنيه بعد الحرب نجاحًا كبيرًا وواجهت نقدًا سلبيًا شديدًا من الصحافة والمجتمع السينمائي. في عام 1958، ترأس كارنيه لجنة التحكيم في الدورة السادسة لمهرجان برلين السينمائي الدولي. وفي عام 1971، شارك فيلمه "القانون كسرات" في الدورة السابعة لمهرجان موسكو السينمائي الدولي. وقدم آخر أفلامه في عام 1976.
كان كارنيه مثلي الجنس بشكل علني، وتضمنت العديد من أفلامه اللاحقة إشارات إلى المثلية الجنسية أو الثنائية الجنسية. شريكه السابق رولاند ليزافري ظهر في العديد من أعماله.
أصدر إدوارد بارون تورك سيرة ذاتية لكارنيه بعنوان "طفل الجنة: مارسيل كارنيه والعصر الذهبي للسينما الفرنسية".
توفي مارسيل كارنيه في عام 1996 في كلامارت، هو دي سين، ودُفن في مقبرة سانت فنسنت في مونمارتر.

## أهم أعماله
- أطفال الفردوس (بالفرنسي : Les enfants du paradis (1945))
- ميناء الظلال (بالفرنسي : Le quai des brumes (1938))
- الفجر (بالفرنسي : Le jour se lève (1939))
- فندق دو نور (بالفرنسي : Hôtel du Nord (1938))
- مبعوثوا الشيطان (بالفرنسي : Les visiteurs du soir (1942))
- دراما مضحكة (بالفرنسي : Drôle de drame (1937))
- تيريز راكوين (بالفرنسي : Thérèse Raquin (1953))
- بوابات الليل (بالفرنسي : Les portes de la nuit (1946))

## وصلات خارجية
مارسيل كارني على قاعدة بيانات الأفلام على الإنترنت